# 顺阳郡 (太和)
顺阳郡，中国南北朝时设置的郡。
北魏太和中置，治所在龙山县（今河南省汝南县东南）。辖境约当今河南省郏县和汝州市东南部分地。隋朝开皇三年（583年）废。